# Kari Anne Saude
Kari Anne Saude (19 agosto 1966) è un'ex sciatrice alpina norvegese..

## Biografia
Specialista delle prove tecniche, in Coppa del Mondo la Saude ottenne il primo piazzamento il 6 dicembre 1992 a Steamboat Springs in slalom speciale (20ª), conquistò il miglior risultato il 14 marzo 1993 a Hafjell nella medesima specialità (8ª) e prese per l'ultima volta il via il 30 dicembre 1995 ancora in slalom speciale, senza completare quella che sarebbe rimasta l'ultima gara della sua carriera. Non prese parte a rassegne olimpiche o iridate.

## Palmarès

### Coppa del Mondo
- Miglior piazzamento in classifica generale: 70ª nel 1993

### Australia New Zealand Cup
- 1 podio (dati dalla stagione 1994-1995):
  - 1 terzo posto

### Campionati norvegesi
- 3 medaglie[senza fonte] (dati dalla stagione 1989-1990):
  - 1 oro (slalom gigante nel 1993)[1]
  - 2 argenti (supergigante nel 1990; slalom gigante nel 1991)[senza fonte]